# كل ما أراه هو أنت (فلم)
كلّ ما أراه هو أنت (بالإنجليزية: All I See Is You) هو فيلم دراما نفسية صدر سنة 2016، من إخراج مارك فورستر الذي شارك في كتابة السيناريو مع شون كونواي. الفيلم من بطولة بليك ليفلي وجايسون كلارك.
تدور أحداث الفيلم حول زوجين تتبدّل طبيعة علاقتهما بشكل جذري عندما تبدأ الزوجة، التي كانت فاقدة للبصر، في استعادة قدرتها على الإبصار، ما يؤدي إلى توتر متصاعد في علاقتهما نتيجة عدم تقبّل الزوج للتغيّرات الجديدة.
عُرض الفيلم ضمن قسم «العروض الخاصة» في مهرجان تورونتو السينمائي الدولي 2016.

## الإنتاج
في فبراير 2015، أُعلن عن انضمام بليك ليفلي وجايسون كلارك إلى طاقم الفيلم، مع تولّي مارك فورستر مهمة الإخراج وكتابة السيناريو بالاشتراك مع شون كونواي. وفي يونيو من العام نفسه، انضمت إيفون ستراهوفسكي إلى طاقم التمثيل.
تم تصوير الفيلم في مواقع مختلفة من تايلاند، بما في ذلك بانكوك وبوكيت، إضافة إلى مواقع في إسبانيا في برشلونة والبنيول.

## الإصدار
في أكتوبر 2016، حصلت شركة أوبن رود فيلمز  على حقوق توزيع الفيلم في الولايات المتحدة، وكان من المقرر عرضه في 4 أغسطس 2017. إلا أن موعد الإصدار تأجّل لاحقًا إلى 15 سبتمبر، ثم تم تأجيله مرة أخرى ليُعرض في 27 أكتوبر 2017.

## الإيرادات
فشل الفيلم على الصعيد التجاري في تحقيق إيرادات تغطي نفقات الإنتاج، إذ لم تتجاوز إيراداته في أمريكا الشمالية 217,644 دولارًا، بينما بلغت إيراداته العالمية 678,150 دولارًا فقط، وذلك مقابل ميزانية إنتاج قُدّرت بـ30 مليون دولار.

## طاقم التمثيل
- بليك ليفلي: في دور جينا

- جايسون كلارك: في دور جيمس

- آهنا أورايلي: في دور كارلا

- إيفون ستراهوفسكي: في دور كارين

- ويس تشاتهام: في دور دانيال

- داني هيوستن: في دور الدكتور هيوز

## وصلات خارجية
- كلّ ما أراه هو أنت على موقع IMDb (بالإنجليزية)